# Marie Joseph de Bonchamps
Pour les articles homonymes, voir Bonchamps.
Marie Joseph de Bonchamps, écuyer, seigneur de la Trosnière et du Coudraye est un homme politique français né le 25 mars 1749 au Château de la Baronnière à La Chapelle-Saint-Florent (Maine-et-Loire) et décédé le 26 mars 1806 à Saint-Laurent-des-Mortiers (Mayenne). Il était l'oncle de Charles Melchior Artus de Bonchamps, militaire et général royaliste de la Guerre de Vendée.

## Biographie

### Origine
Marie Joseph de Bonchamps est issu d'une famille de petite noblesse angevine,. La famille de Bonchamps, éteinte de nos jours, n'est pas à confondre avec une famille homonyme et subsistante de Normandie. Il est le fils d'Anne Arthur de Bonchamps, chevalier, seigneur de la Baronnière, et de Marguerite Angélique de Farcy. Il vint habiter, après 1779, le Château du Bignon, à Saint-Laurent-des-Mortiers, situé à l'entrée méridionale du bourg de Saint-Laurent-des-Mortiers.

### Révolution française
Il prit part à Angers en 1789 à l'Assemblée de la Noblesse d'Anjou. Il accueille favorablement la Révolution française. Élu administrateur du département de la Mayenne en 1790, il participa à l'élection des curés constitutionnels en 1791. Il émigra et rentra en 1797.

### Premier Empire
Il est pour Michel Denis un des premiers de la Mayenne de ceux qui ont fui la France révolutionnaire à se rallier à Napoléon Bonaparte, il fut nommé conseiller général de la Mayenne le 21 mai 1800, puis maire de Saint-Laurent-des-Mortiers en 1802. Il est membre jusqu'à sa mort du premier Conseil général de la Mayenne, formé en l'an VIII.
Il fut également président du collège électoral du département de la Mayenne, et des assemblées électorales du Canton de Bierné. Chevalier de la Légion d'Honneur, le 17 janvier 1805, il est désigné comme un des Grands notables du Premier Empire du département de la Mayenne. Vers la même époque, il commença la reconstruction du manoir du Bignon qui fut achevé par son fils.
Ses dernières paroles auraient été, d'après son fils Louis Florent, âgé de 23 ans à la mort de son père dont il hérite en somme les fonctions, dis à M. le Préfet que je suis toujours attaché au gouvernement et particulièrement à lui.
Son fils Louis Florent de Bonchamps, lui succède comme maire de Saint-Laurent-des-Mortiers de 1806 à 1824, puis de 1850 jusqu'à sa mort en 1853. Il sera aussi Sous-préfet de Château-Gontier, et membre de la Légion d'Honneur sous la Restauration. Il fut un des premiers à lever le drapeau blanc dans le pays de Château-Gontier pendant les Cent-Jours, pour reprendre l'expression de l'Abbé Angot qui ne parle pas du ralliement du père et du fils sous le Consulat et le Premier Empire.